# Félix Ansart
Pour les articles homonymes, voir Ansart.
Charles Boniface Félix Ansart est un écrivain français né le 8 janvier 1796 à Arras et mort le 13 avril 1849 à Paris. Son père, Boniface Ansart, était juré au tribunal et agent national à Arras pendant la Révolution française.
Il a été docteur ès lettres, bachelier de sciences, ancien professeur d'Histoire et de géographie au collège Saint-Louis, membre de la commission d'Histoire de France et de la commission centrale de la Société de géographie, et, inspecteur général de l'Académie de Caen. Il est l'auteur de nombreux ouvrages d'histoire et de géographie.
Son fils, Edmond Ansart, né à Paris en 1827, professeur d'histoire et de géographie, a repris les travaux de son père et donner des ouvrages de son père, de nouvelles éditions, revues et corrigées.

## Décoration
- Chevalier de la Légion d'honneur en 1846

## Ouvrages
- Atlas historique et géographique
- Essai de géographie historique ancienne, Vve Maire-Nyon, Paris, 1837.
- Atlas historique contenant toutes les cartes anciennes du Moyen - Âge, L. Hachette,1837
- Cours d’histoire et de géographie, Amboise Rendu, 1846.
- Précis de géographie historique du Moyen Âge, Paris, Vve Maire-Nyon, 1834.
- Petite histoire sainte, Fourault et fils, 1875.
- Petite histoire de France à l’usage des écoles primaires, Lib. ecclésiastique, 1857.